# Santi Cosma e Damiano, Lazio
Santi Cosma e Damiano är en ort och kommun i provinsen Latina i regionen Lazio i Italien. Kommunen hade 6 943 invånare (2018).